# Dichelacera auristriata
Dichelacera auristriata är en tvåvingeart som beskrevs av Burger 1999. Dichelacera auristriata ingår i släktet Dichelacera och familjen bromsar. Inga underarter finns listade i Catalogue of Life.